# Aston Martin DB AR1
Az Aston Martin DB AR1 egy limitált szériában készített Aston Martin luxuskabrió, melyet főleg az amerikai piacra szántak. Erre utal az AR1-es kód is: American Roadster 1. A modell 2003-ban mutatkozott be a Los Angeles Auto Show-n, és mindössze 99 darabot készítettek belőle, melyeket 226 000 dolláros áron értékesítettek.
Az AR1 a DB7 Zagatóhoz hasonlóan 6 literes V12-es motort kapott, mellyel 299 km/h-s végsebességre képes.